# 勧修寺経則
勧修寺経則（かじゅうじ つねとき、天明7年（1787年）11月10日 - 天保7年（1836年）11月19日） は、江戸時代後期の公卿。

## 官歴
- 寛政3年（1791年）：従五位下
- 寛政9年（1797年）：従五位上
- 寛政12年（1800年）：正五位下
- 文化元年（1804年）：侍従
- 文化6年（1809年）：春宮権大進、右少弁
- 文化7年（1810年）：正五位上、補蔵人、左少弁
- 文化8年（1811年）：賀茂下上社奉行、権右少弁
- 文化11年（1814年）：右衛門権佐
- 文化12年（1815年）：右中弁
- 文化14年（1817年）：左中弁
- 文政元年（1818年）：従四位上、補蔵人頭
- 文政2年（1819年）：正四位上
- 文政4年（1821年）：左大弁、参議
- 文政5年（1822年）：従三位
- 文政7年（1824年）：正三位、右衛門督、検非違使別当、踏歌節会外弁
- 文政8年（1825年）：権中納言
- 文政10年（1827年）：従二位
- 天保2年（1831年）：正二位

## 系譜
- 父：勧修寺良顕
- 母：今出川公言の娘
- 養子：勧修寺顕彰
- 養子：穂波経治
- 養子：勧修寺経理